# Pristimantis cabrerai
Pristimantis cabrerai är en groddjursart som först beskrevs av Cochran och Coleman J. Goin 1970.  Pristimantis cabrerai ingår i släktet Pristimantis och familjen Strabomantidae. IUCN kategoriserar arten globalt som starkt hotad. Inga underarter finns listade i Catalogue of Life.